# رودل مايول
رودل مايول مواليد 9 أغسطس 1981 في الفلبين، هو ملاكم فلبيني محترف يصنف ضمن فئة وزن الذبابة. حقق بطولة المجلس العالمي للملاكمة.

## إحصائيات
خاض خلال مسيرته 38 نزالا، فاز في 31 وتعادل في 2 وخسر في 5. فاز بالضربة القاضية في 22 نزالا.

## روابط خارجية
- رودل مايول على موقع بوكس ريك (الإنجليزية) (registration required)